# Лаггар

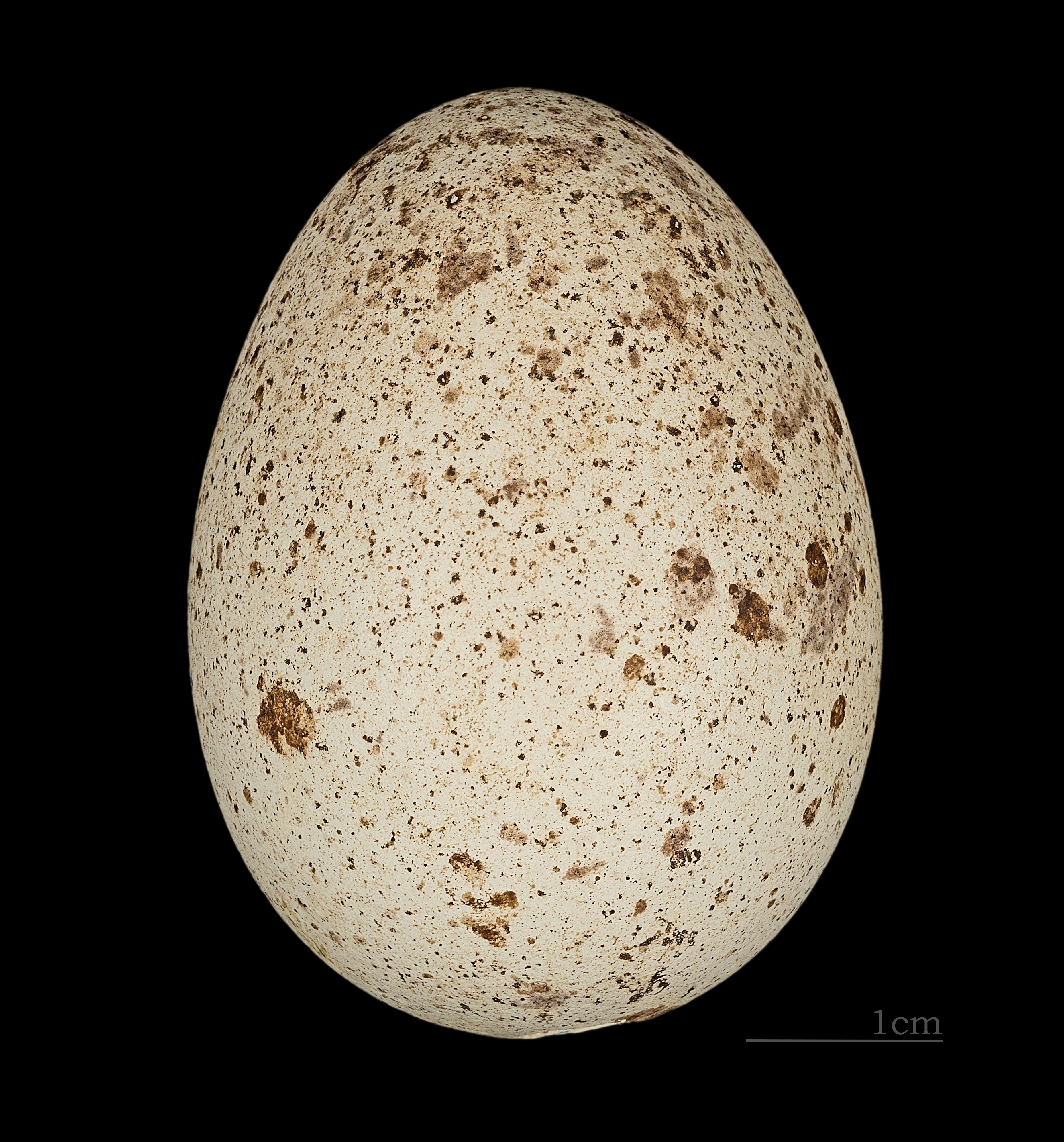
Falco jugger

Лаггар (лат. Falco jugger) — вид хищных птиц рода соколов.
Монотипичный вид. Относится к группе больших соколов, наряду с кречетом, балобаном, ланнером и мексиканским соколом. Как и другие птицы этой группы предпочитает открытые местообитания, гнездится на карнизах скал, на земле и в брошенных гнёздах других птиц. Основу питания составляют птицы, но может ловить также зайцев, сусликов и других грызунов, ящериц.
Издавна используется для соколиной охоты.

## Ареал
Оседлая птица. Обитает в Индии, Пакистане, Непале, Бутане, Бангладеш, Афганистане, на северо-западе Мьянмы и юго-востоке Ирана.
Залётных птиц регистрировали в Туркменистане и Казахстане.